# Marcin Waligóra

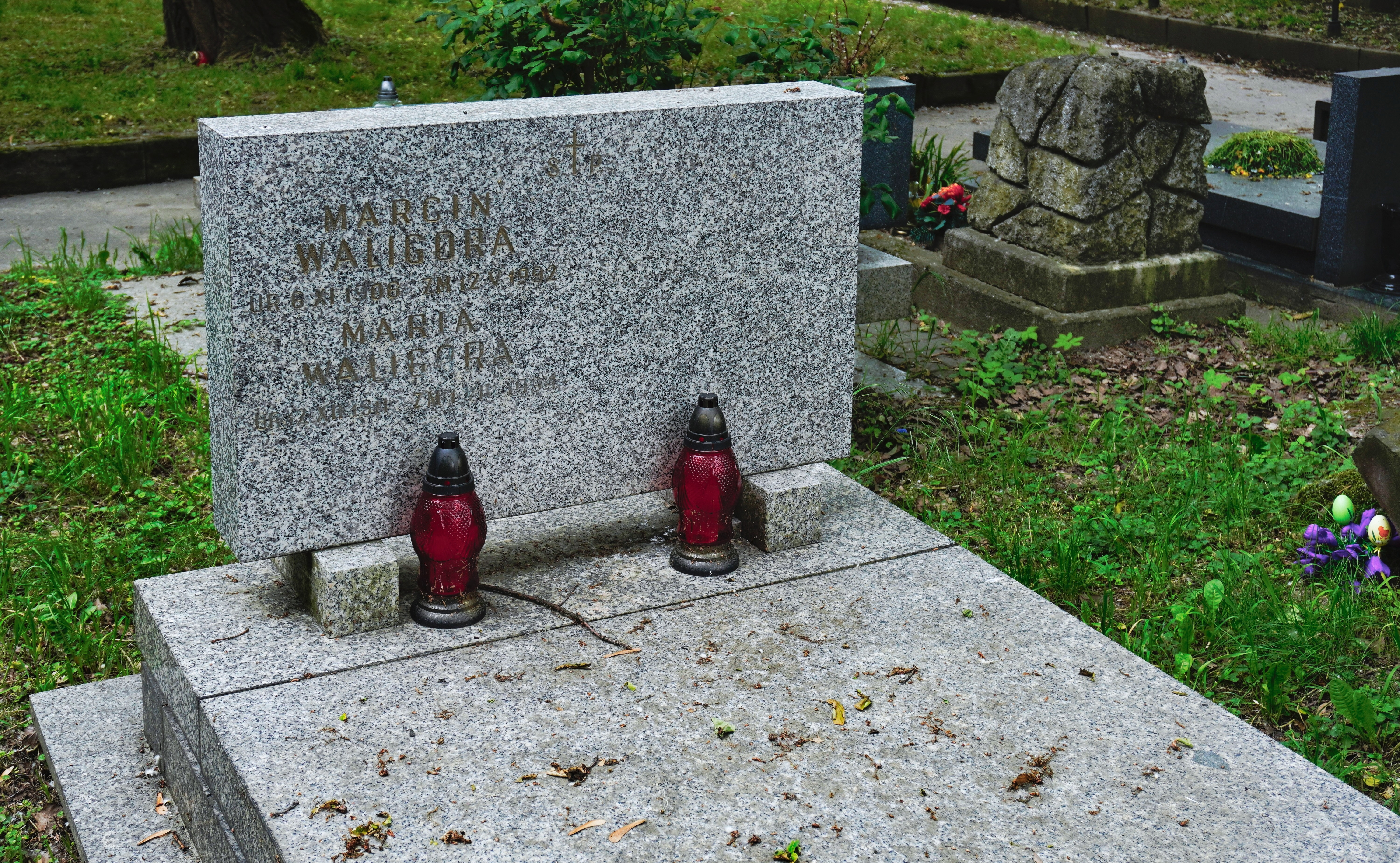
Grób Marcina Waligóry na cmentarzu Rakowickim w Krakowie

Marcin Waligóra (ur. 6 listopada 1906 w Libiążu, zm. 12 maja 1992 w Krakowie) – polski działacz komunistyczny, przewodniczący prezydium Miejskiej Rady Narodowej w Krakowie w latach 1950–1954.

## Życiorys
Był synem górnika. Pracę w kopalni podjął w wieku 13 lat w 1919. Za działalność polityczną i strajkową został aresztowany i wyrzucony z pracy w 1928, powrócił do pracy w 1929, ponownie aresztowany i wyrzucony z pracy został w 1932. Jako bezrobotny wstąpił do KPP, której członkiem pozostał do rozwiązania. Był też działaczem Związku Robotników Ziemnych i Zrzeszenia Klasowego Związku Zawodowych. W latach 1932–1939 pozostawał bez pracy, zatrudniany był dorywczo lub sezonowo przy robotach organizowanych przez opiekę społeczną lub fundusz pracy. W 1936 był przewodniczącym związków klasowych – sekcji bezrobotnych. W 1938 wybrany do Miejskiej Rady jako kandydat bezrobotnych. Jesienią 1938 wstąpił do PPS.
Zmobilizowany w 1939 brał udział w walkach kampanii wrześniowej między innymi pod Kamionką Strumiłową. Zaangażował się w organizację życia politycznego na terenie Lwowa, następnie pierwszym zorganizowanym transportem wyjechał do kopalni, w 1941 pracował jako górnik w Zagłębiu Donieckim. Wrócił do Krakowa w 1942, wstąpił do PPR i działał na terenie Płaszowa. W obawie przed aresztowaniem wyjechał do Kędzierzyna, do Krakowa powrócił w 1944.
W 1945 pracował początkowo jako instruktor, a następnie kierownik Wydziału Organizacyjnego Komitetu Miejskiego PPR w Krakowie. 31 sierpnia 1945 został członkiem Miejskiej Rady Narodowej. 6 czerwca 1950 został wybrany na przewodniczącego prezydium Miejskiej Rady Narodowej w Krakowie. Pełnił ten urząd do 7 kwietnia 1954.
Za czasów jego rządów w Krakowie:
- rozpoczęto budowę kombinatu metalurgicznego (Hutę im. Lenina, dziś: ArcelorMittal Poland),
- w lipcu 1952 podjęto decyzję o likwidacji linii tramwajowych jeżdżących przez Rynek Główny,
- we wrześniu 1952 dworzec autobusowy PKS z placu św. Ducha przeniesiono w pobliże dworca kolejowego PKP,
- uruchomiono cegielnię w Zesławicach,
- 10 stycznia 1953 działalność rozpoczęło Wydawnictwo Literackie.

Po zakończeniu pracy jako włodarz Krakowa zatrudniony był w spółdzielczości, m.in. w „Samopomocy Chłopskiej”. Po śmierci w 1992 pochowany został na cmentarzu Rakowickim.